# Odontomachus cephalotes
Odontomachus cephalotes es una especie de hormiga del género Odontomachus, familia Formicidae. Fue descrita científicamente por Smith en 1863.
Se distribuye por Argelia, Indonesia, Australia y Papúa Nueva Guinea. Se ha encontrado a elevaciones de hasta 1219 metros. Habita en bosques húmedos.